# Tyler Connolly
Pour les articles homonymes, voir Connolly.
Tyler Connolly est le chanteur et guitariste rythmique du groupe de rock Theory of a Deadman. Il est né le 26 août 1975. Il a vécu son enfance à North Delta en Colombie-Britannique, près de Vancouver. 
Il a joué la première guitare dans la chanson Hero du film Spiderman. Le 25 mars 2006, il s'est marié avec l'actrice canadienne Christine Danielle.